# 1380
Il 1380 (MCCCLXXX in numeri romani) è un anno bisestile del XIV secolo.

## Nati

### Febbraio
- 11 febbraio - Poggio Bracciolini, umanista e storico italiano († 1459)

### Marzo
- 18 marzo - Liduina di Schiedam, mistica olandese († 1433)

### Settembre
- 8 settembre - Bernardino da Siena, francescano, teologo e predicatore italiano († 1444)

### Novembre
- 27 novembre - Ferdinando I d'Aragona, re († 1416)

### Senza giorno specificato
- Procopio il Grande, presbitero e militare ceco († 1434)
- Jalal al-Din, condottiero mongolo († 1412)
- Yahuar Huacac, sovrano inca († 1400)
- Graziolo Accarisi, giurista e politico italiano († 1470)
- Joseph Albo, filosofo e rabbino spagnolo († 1444)
- Emanuele Appiano, nobile († 1457)
- Isabella d'Aragona, contessa († 1424)
- Bartolomeo Barattieri, giurista e diplomatico italiano († 1450)
- Giovanni Berardi, cardinale e arcivescovo cattolico italiano († 1449)
- Feltrino Boiardo, condottiero e letterato italiano († 1456)
- Francesco Bussone, nobile e militare italiano († 1432)
- Giovanni Caprèolo, teologo francese († 1444)
- Giovanni Charlier, pittore italiano († 1443)
- Paola Colonna, nobile italiana († 1445)
- Paolo Correr, politico italiano († 1443)
- Konrad von Dhaun, vescovo cattolico tedesco († 1434)
- Thomas Fabri, compositore olandese († 1420)
- John Fastolf, condottiero inglese († 1459)
- Pierre Fontaine, compositore francese († 1450)
- Battista Fregoso, doge († 1442)
- Giacomo II di Urgell, nobile († 1433)
- Bartolomeo Gonzaga, condottiero e politico italiano († 1425)
- Isnardo Guarco, doge († 1458)
- Josetsu, pittore giapponese († 1496)
- Oldrado II Lampugnani, condottiero italiano († 1460)
- Vuk Lazarević, principe serbo († 1410)
- Paolo Maffei, religioso e umanista italiano († 1452)
- Peter Maggenberg, pittore svizzero
- Maria di Borgogna, principessa († 1422)
- Antonio da Pratovecchio, giurista italiano († 1464)
- Johannes Nider, religioso tedesco († 1438)
- Angela Nogarola, letterata, poetessa e scrittrice italiana († 1436)
- Beatrice Pereira de Alvim, nobildonna portoghese († 1412)
- Guglielmo Pusterla, vescovo cattolico italiano
- Guillem Sagrera, architetto e scultore spagnolo († 1456)
- Johann Schiltberger, militare, esploratore e scrittore tedesco
- Hans von Sparneck, politico e diplomatico tedesco († 1440)
- Lucia Terzani,  italiana († 1461)
- Orsina Visconti, nobile italiana († 1451)
- Jan Želivský, presbitero ceco († 1422)
- Vincentello d'Istria, condottiero italiano († 1434)
- Andrea da Ratisbona, storico tedesco († 1444)
- Felip de Malla, politico spagnolo († 1431)
- Antonio d'Arezzo, letterato, teologo e religioso italiano († 1450)
- Angelina di Grecia, nobildonna ungherese († 1440)
- İsa Çelebi, principe ottomano († 1403)
- Mustafà Çelebi, principe ottomano († 1402)
- Hans von Tübingen, pittore austriaco († 1462)

## Morti
- 14 gennaio - Jan Očko z Vlašimi, cardinale e arcivescovo cattolico ceco
- 22 gennaio - Pietro Doria, ammiraglio italiano
- 25 gennaio - Nizamüddin Ahmed Pascià, politico ottomano (n. 1281)
- 6 aprile - Elisabetta di Slavonia, romana (n. 1352)
- 10 aprile - Manuele Cantacuzeno, bizantino
- 27 aprile - Margherita di Brabante, contessa di Fiandra, contessa (n. 1323)
- 29 aprile - Caterina da Siena, religiosa, teologa e filosofa italiana (n. 1347)
- 7 maggio - Butautas, nobile lituano
- 2 giugno - Rinaldo da Monteverde, condottiero italiano
- 13 luglio - Bertrand du Guesclin, condottiero francese (n. 1320)
- 26 luglio - Kōmyō, imperatore giapponese (n. 1322)
- 13 agosto - Vettor Pisani, ammiraglio italiano (n. 1324)
- 8 settembre - Aleksandr Peresvet, religioso russo
- 16 settembre - Carlo V di Francia, sovrano (n. 1338)
- 3 ottobre - Agapito Colonna, cardinale e vescovo cattolico italiano
- 7 novembre - Barnaba Malaspina, arcivescovo cattolico italiano
- 24 dicembre - Giovanni di Neumarkt, vescovo cattolico, umanista e politico boemo
- 29 dicembre - Elisabetta di Polonia, regina (n. 1305)
- François Andrieu, compositore francese
- Atanasio delle Meteore, monaco cristiano bizantino
- Iacopo Bussolari, religioso italiano (n. 1312)
- Peter Ceffons, filosofo e teologo francese (n. 1320)
- Stefano di Durazzo, nobile italiano (n. 1328)
- Enrico da Sessa, vescovo cattolico italiano
- Giovanni II d'Asburgo-Laufenburg, nobile tedesco
- Guglielmo II Ruggero, nobile francese (n. 1290)
- Haakon VI di Norvegia, re (n. 1340)
- Ulrico IV di Hanau, nobile tedesco (n. 1330)
- Hu Weiyong, politico e funzionario cinese
- Inca Roca, sovrano inca (n. 1350)
- Ludovico di Capua, cardinale italiano
- Mamaj, condottiero mongolo
- Francesco Morozzo, vescovo cattolico italiano
- Shams al-Dīn Abū ʿAbd Allāh Muḥammad ibn Muḥammad al-Khalīlī, astronomo siriano (n. 1320)

## Calendario
| Calendario 1380 | Calendario 1380 | Calendario 1380 | Calendario 1380 | Calendario 1380 | Calendario 1380 | Calendario 1380 | Calendario 1380 | Calendario 1380 | Calendario 1380 | Calendario 1380 | Calendario 1380 | Calendario 1380 | Calendario 1380 | Calendario 1380 | Calendario 1380 | Calendario 1380 | Calendario 1380 | Calendario 1380 | Calendario 1380 | Calendario 1380 | Calendario 1380 | Calendario 1380 | Calendario 1380 | Calendario 1380 | Calendario 1380 | Calendario 1380 | Calendario 1380 | Calendario 1380 | Calendario 1380 | Calendario 1380 | Calendario 1380 | Calendario 1380 |
| --------------- | --------------- | --------------- | --------------- | --------------- | --------------- | --------------- | --------------- | --------------- | --------------- | --------------- | --------------- | --------------- | --------------- | --------------- | --------------- | --------------- | --------------- | --------------- | --------------- | --------------- | --------------- | --------------- | --------------- | --------------- | --------------- | --------------- | --------------- | --------------- | --------------- | --------------- | --------------- | --------------- |
|                 | 1               | 2               | 3               | 4               | 5               | 6               | 7               | 8               | 9               | 10              | 11              | 12              | 13              | 14              | 15              | 16              | 17              | 18              | 19              | 20              | 21              | 22              | 23              | 24              | 25              | 26              | 27              | 28              | 29              | 30              | 31              |                 |
| Gennaio         | Do              | Lu              | Ma              | Me              | Gi              | Ve              | Sa              | Do              | Lu              | Ma              | Me              | Gi              | Ve              | Sa              | Do              | Lu              | Ma              | Me              | Gi              | Ve              | Sa              | Do              | Lu              | Ma              | Me              | Gi              | Ve              | Sa              | Do              | Lu              | Ma              |                 |
| Febbraio        | Me              | Gi              | Ve              | Sa              | Do              | Lu              | Ma              | Me              | Gi              | Ve              | Sa              | Do              | Lu              | Ma              | Me              | Gi              | Ve              | Sa              | Do              | Lu              | Ma              | Me              | Gi              | Ve              | Sa              | Do              | Lu              | Ma              | Me              |                 |                 |                 |
| Marzo           | Gi              | Ve              | Sa              | Do              | Lu              | Ma              | Me              | Gi              | Ve              | Sa              | Do              | Lu              | Ma              | Me              | Gi              | Ve              | Sa              | Do              | Lu              | Ma              | Me              | Gi              | Ve              | Sa              | Do              | Lu              | Ma              | Me              | Gi              | Ve              | Sa              |                 |
| Aprile          | Do              | Lu              | Ma              | Me              | Gi              | Ve              | Sa              | Do              | Lu              | Ma              | Me              | Gi              | Ve              | Sa              | Do              | Lu              | Ma              | Me              | Gi              | Ve              | Sa              | Do              | Lu              | Ma              | Me              | Gi              | Ve              | Sa              | Do              | Lu              |                 |                 |
| Maggio          | Ma              | Me              | Gi              | Ve              | Sa              | Do              | Lu              | Ma              | Me              | Gi              | Ve              | Sa              | Do              | Lu              | Ma              | Me              | Gi              | Ve              | Sa              | Do              | Lu              | Ma              | Me              | Gi              | Ve              | Sa              | Do              | Lu              | Ma              | Me              | Gi              |                 |
| Giugno          | Ve              | Sa              | Do              | Lu              | Ma              | Me              | Gi              | Ve              | Sa              | Do              | Lu              | Ma              | Me              | Gi              | Ve              | Sa              | Do              | Lu              | Ma              | Me              | Gi              | Ve              | Sa              | Do              | Lu              | Ma              | Me              | Gi              | Ve              | Sa              |                 |                 |
| Luglio          | Do              | Lu              | Ma              | Me              | Gi              | Ve              | Sa              | Do              | Lu              | Ma              | Me              | Gi              | Ve              | Sa              | Do              | Lu              | Ma              | Me              | Gi              | Ve              | Sa              | Do              | Lu              | Ma              | Me              | Gi              | Ve              | Sa              | Do              | Lu              | Ma              |                 |
| Agosto          | Me              | Gi              | Ve              | Sa              | Do              | Lu              | Ma              | Me              | Gi              | Ve              | Sa              | Do              | Lu              | Ma              | Me              | Gi              | Ve              | Sa              | Do              | Lu              | Ma              | Me              | Gi              | Ve              | Sa              | Do              | Lu              | Ma              | Me              | Gi              | Ve              |                 |
| Settembre       | Sa              | Do              | Lu              | Ma              | Me              | Gi              | Ve              | Sa              | Do              | Lu              | Ma              | Me              | Gi              | Ve              | Sa              | Do              | Lu              | Ma              | Me              | Gi              | Ve              | Sa              | Do              | Lu              | Ma              | Me              | Gi              | Ve              | Sa              | Do              |                 |                 |
| Ottobre         | Lu              | Ma              | Me              | Gi              | Ve              | Sa              | Do              | Lu              | Ma              | Me              | Gi              | Ve              | Sa              | Do              | Lu              | Ma              | Me              | Gi              | Ve              | Sa              | Do              | Lu              | Ma              | Me              | Gi              | Ve              | Sa              | Do              | Lu              | Ma              | Me              |                 |
| Novembre        | Gi              | Ve              | Sa              | Do              | Lu              | Ma              | Me              | Gi              | Ve              | Sa              | Do              | Lu              | Ma              | Me              | Gi              | Ve              | Sa              | Do              | Lu              | Ma              | Me              | Gi              | Ve              | Sa              | Do              | Lu              | Ma              | Me              | Gi              | Ve              |                 |                 |
| Dicembre        | Sa              | Do              | Lu              | Ma              | Me              | Gi              | Ve              | Sa              | Do              | Lu              | Ma              | Me              | Gi              | Ve              | Sa              | Do              | Lu              | Ma              | Me              | Gi              | Ve              | Sa              | Do              | Lu              | Ma              | Me              | Gi              | Ve              | Sa              | Do              | Lu              |                 |